# Карагінська затока
Карагінська затока (рос. Карагинский залив) — затока  Берингова моря на північно-східному узбережжі  Камчатки. Розташована між півостровами  Ільпінський і  Озерний. Відкрита на сході, вдається в материк на 117 км. Ширина затоки біля входу 239 км, глибина до 60 м.
У центральній частині затоки розташований великий острів Карагінський, який відділений від материка  протокою Літке. У північній частині знаходиться острів Верхотурова. У затоку впадає багато річок, найбільші:  Макарівка, Кічига, Тимлат, Карага,  Каюм, Івашка, Істик, Начикі і Ука. На узбережжі знаходяться миси Кузміщева, Південний Вхідний, Хибно-Кузміщева, Паклан, Ільпінській та інші. Берег обривистий, скелястий. У затоці багато бухт і заток, найбільші: затоки Анапка, Уала і Кічигінська, бухти Тимлат, Оссора, Карага, Укінська губа.
Припливи заввишки до 2,4 м, змішані. Покрита льодом з грудня по червень.
Основні населені пункти на узбережжі: Осора, Ільпирське, Тимлат, Карага, Білореченськ, Макар'євськ та Івашка.
Адміністративно затока входить у Камчатський край  Росії.